# ایمن شوقی
ایمن شوقی (انگلیسی: Ayman Shawky؛ زادهٔ ۱۹۶۲) یک بازیکن فوتبال اهل مصر است.

## باشگاهی
از باشگاه‌هایی که در آن بازی کرده‌است می‌توان به باشگاه ورزشی الاهلی مصر و باشگاه ورزشی زمالک اشاره کرد.

## تیم ملی
وی عضو تیم ملی فوتبال مصر در جام جهانی فوتبال ۱۹۹۰ بوده است.